# گلستان سفلی
گلستان سفلی یا قاطرگوتورن سفلی، روستایی از توابع بخش سراجو شهرستان مراغه در استان آذربایجان شرقی ایران است.

## جمعیت
این روستا در دهستان سراجوی شرقی قرار دارد و براساس سرشماری مرکز آمار ایران در سال ۱۳۸۵، جمعیت آن ۷۳۰ نفر (۱۶۳خانوار) بوده‌است.